# Kurt Matull
Kurt Matull, né le 25 février 1872 à Treptow an der Rega (royaume de Prusse) et mort vers 1930, est un écrivain, journaliste, réalisateur et scénariste allemand de films muets. 

## Biographie
Kurt Matull, originaire de Poméranie, se forme à la peinture et travaille d'abord dans ce domaine. À l'âge de 21 ans, il écrit sa première pièce, Frauen von heute. En 1902, il se rend aux États-Unis et travaille comme assistant éditorial au département politique de l'Evening Post à New York.   
En 1906, il retourne en Allemagne et est employé dans la capitale allemande comme dramaturge au Berliner Theater. Il continue d'écrire de nombreuses pièces, notamment des comédies, mais aussi des drames. Ses œuvres incluent Der Fürst der Bretter, Der rote Pfarrer, Annemarie, Der große Unbekannte, Die arme Mieze et Die falsche Hochzeit. 
En outre, à partir de janvier 1907, il écrit des histoires sensationnelles sur des héros comme Nick Carter et Lord Lister, et développe avec Theo von Blankensee (Matthias Blanck, 1881-1928), la série Geheimakten des Weltdetektivs (« Les dossiers secrets du roi des détectives »), à l'origine du personnage de Harry Dickson.   
Il travaille également comme librettiste d'opérette (pour Giuseppe Becce). 
Au début des années 1910, Matull passe à la cinématographie comme assistant réalisateur et commence à écrire des scénarios. Il fait ses débuts en tant que réalisateur aux côtés de Siegfried Dessauer en juillet 1914, juste avant le déclenchement de la Première Guerre mondiale, avec le fantastique Der Schienenweg unterm Ozean“. Matull se fait un nom pendant la guerre avec des mélodrames dans lesquels des divas populaires telles que Fern Andra et Pola Negri jouent les rôles principaux. Peu de temps après la fin de la guerre, Matull perd tout intérêt pour le cinéma et disparait des yeux du public au début des années 1920. 
Kurt Matull meurt probablement vers 1930.

## Filmographie partielle

### Au cinéma
- 1914 : Das verräterische Wasserzeichen   (seulement scénario)
- 1914 : Der Schienenweg unterm Ozean   (co-réalisation)
- 1915 : Kaspar Hauser   (aussi scénario)
- 1915 : Raffles, das Rätsel der Großstadt   (aussi scénario)
- 1915 : Als die Sabbatlichter erloschen …   (aussi scénario)
- 1915 : Es fiel ein Reif in der Frühlingsnacht   (aussi producteur)
- 1916 : Es war einst ein Prinzeßchen   (aussi scénario)
- 1916 : Wildwasser   (aussi producteur)
- 1916 : ..und wer kein Kreuz und Leiden hat
- 1917 : Hoch klingt das Lied vom U-Boot-Mann   (aussi script du scénario)
- 1917 : Rosen, die der Sturm entblättert
- 1917 : Nicht lange täuschte mich das Glück
- 1918 : Suchomlinow   (aussi scénario)
- 1918 : Das Geheimnis der Wetter
- 1918 : Wenn das Herz in Haß erglüht
- 1919 : Hiob
- 1919 : Die Leibeigene
- 1919 : Herbststürme